# Unsere kleine Stadt (1940)
Unsere kleine Stadt (Originaltitel: Our Town) ist die US-amerikanische Verfilmung des gleichnamigen Theaterstücks von Thornton Wilder unter der Regie von Sam Wood aus dem Jahr 1940.

## Handlung
Die Bewohner der Kleinstadt Grover’s Corners in New Hampshire leben friedlich und in Harmonie. Dr. Gibbs, seine Frau Julie und ihre beiden Kinder George und Rebecca sind die Nachbarn der Webbs, die eine hübsche Tochter, Emily, haben. George und Emily verlieben sich ineinander, und nach dreijähriger Werbung heiraten sie. Die Zeit vergeht und Emily wird bei der Geburt ihres zweiten Kindes sehr krank. Während sie im Sterben liegt, trifft sie auf all die Menschen, die in den Jahren zuvor bereits diese Welt verlassen haben. Emily, die in einer Art von Zwischenwelt verharrt, erinnert sich an ihr bisheriges Leben, doch am Ende entscheidet sich die junge Frau für das Leben und sie erwacht aus ihrem Traum.

## Vergleich zur Vorlage
Die Verfilmung unter der Regie von Sam Wood folgt grundsätzlich dem Stück, weicht jedoch am Schluss entscheidend von der Vorlage ab. Produzent Sol Lesser befürchtete, dass das tragische Ende des Stücks, bei dem Emily stirbt, von der Masse der Kinobesucher nicht akzeptiert werden würde. Um den kommerziellen Erfolg des Films nicht zu gefährden, ersuchten die Drehbuchautoren Thornton Wilder persönlich um seine Zustimmung, ein Happy End einfügen zu dürfen. Der Autor akzeptierte den Vorschlag und so kehrt Emily im Film wieder zurück ins Leben.

## Produktionshintergrund
Das von Kritikern und Publikum gleichermaßen begeistert aufgenommene Stück Our Town von Thornton Wilder wurde sofort nach seiner Uraufführung 1938 als exemplarisches Beispiel für die Americana begriffen. Der Autor gewann für das Stück den Pulitzer-Preis/Theater. Nachdem 1939 die Filmrechte für 75.000 US-Dollar von Produzent Sol Lesser erworben worden waren, plante er zunächst, die Verfilmung durch Ernst Lubitsch und in Technicolor zu realisieren. Die Pläne zerschlugen sich ebenso wie die Idee, William Wyler die Regie zu übertragen.
Ein Teil der originalen Broadway-Besetzung des Theaterstückes wurde übernommen, darunter Martha Scott als Emily und Frank Craven als Spielleiter, sowie einige der Schauspieler in kleineren Nebenrollen. Daneben wurden in den Elternrollen bekannte Hollywood-Charakterdarsteller und als George Gibbs der Newcomer William Holden besetzt. Für William Holden war es erst der dritte Kinofilm, für Martha Scott sogar das Filmdebüt.

## Auszeichnungen
Bei der Oscarverleihung 1941 erhielt der insgesamt sechs Oscar-Nominierungen in folgenden Kategorien:
- Bester Film
- Beste Hauptdarstellerin für Martha Scott
- Bestes Szenenbild (Schwarz-Weiß) für Lewis J. Rachmil
- Beste Filmmusik (Original Score) für Aaron Copland
- Beste Filmmusik (Scoring) für Aaron Copland
- Bester Ton für Thomas T. Moulton

Der Film konnte allerdings keinen Oscar gewinnen. Erfolgreicher war Unsere kleine Stadt bei den National Board of Review Awards, wo er unter die Top Ten Filme gewählt wurde und William Holden und Martha Scott jeweils Schauspielauszeichnungen erhielten.

## Kritik
Das Lexikon des internationalen Films befand:
„Vom bittersüßen Pathos der Vergänglichkeit getragene Verfilmung von Wilders 1938 erstaufgeführtem Theaterstück, die anders als die Bühnenvorlage einige sentimentale Momente aufweist. Ein ‚kleines Welttheater‘ in kulissenhafter Umgebung und zuweilen sanft-ironischer Pointierung, liebevoll und einfühlsam inszeniert.“